# 圣洛伦索-德奥尔通斯
圣洛伦索-德奥尔通斯，是西班牙加泰罗尼亚巴塞罗那省的一个市镇。总面积19.7平方公里，总人口2535人（2013年），人口密度128.7人/平方公里。